# Hodonice (district de Znojmo)
Pour les articles homonymes, voir Hodonice.
Hodonice (en allemand : Hödnitz) est une commune du district de Znojmo, dans la région de Moravie-du-Sud, en République tchèque. Sa population s'élevait à 1 786 habitants en 2024.

## Géographie
Hodonice se trouve sur la rive gauche de la Dyje, à 9 km au nord-sud-ouest de Znojmo, à 52 km au sud-ouest de Brno et à 187 km au sud-est de Prague.
La commune est limitée par Tasovice à l'ouest et au nord, par Práče et Lechovice au nord, par Borotice au nord-est, par Krhovice à l'est et au sud.

## Histoire
La première mention écrite de la localité date de 1281.

## Économie
À Hodonice, l'entreprise Saint-Gobain Adfors, filiale du Groupe Saint-Gobain, fabrique des textiles en fibre de verre pour la construction, les renforts de plâtre et les systèmes d'isolation.

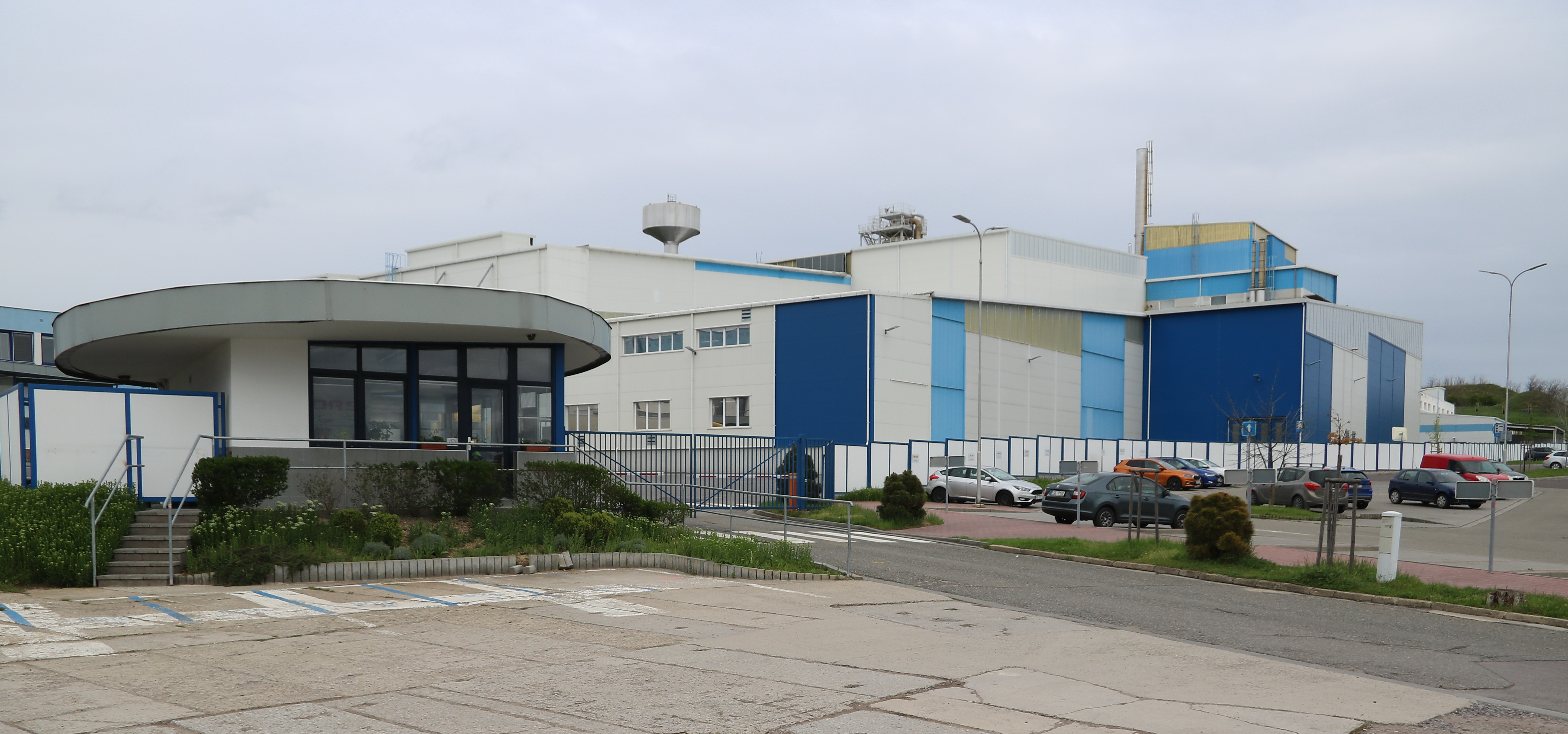
Usine Saint-Gobain Adfors.